# Сызрань-Самарская операция
Сызрань-Самарская операция (14 сентября — 8 октября 1918) — наступательная операция Восточного фронта РККА против белогвардейских войск во время Гражданской войны в России.
В ходе этой операции красноармейцы (15 700 человек) разгромили 2-ю дивизию Народной армии КОМУЧа и Поволжскую группировку Чехословацкого корпуса (всего 9800 человек) и Речной боевой флот Народной армии КОМУЧа, заняли Сызрань и Самару.

## Предыстория
После поражения под Симбирском Поволжская армия белых (командир — Станислав Чечек) состояла из 2-й дивизии, Хвалынской группы и Поволжской группы, а также Волжской флотилии. 60 % этой группировки обороняли Сызрань и Хвалынск.
Командование Восточного фронта Красной армии (главком — И. И. Вацетис) решило нанести удар войсками 1-й армии (командир — М. Н. Тухачевский), которой были оперативно подчинены Вольская дивизия и Вольский отряд Волжской флотилии, на Сызрань, а 4-й армии (командир — Т. С. Хвесин) — на Самару.
В распоряжение 1-й армии РККА был передан авиаотряд из трёх самолётов (два «фармана» и один «сопвич»)

## Ход боевых действий
Поначалу наступление советских войск развивалось медленно. К 21 сентября Дивизия Николаевских полков продвинулась лишь на 15 км; Вольская дивизия 16 сентября взяла Хвалынск, но после контратаки белых оставила его. В связи с тем, что Симбирской дивизии пришлось с 18 сентября вести оборонительные бои под Симбирском, 1-я армия наступала на Сызрань только Пензенской и Инзенской дивизиями.
21 сентября главнокомандующий Восточным фронтом поставил 4-й армии задачу: совместно с 1-й армией овладеть Сызранью, а затем наступать на Самару. Это ускорило темпы наступления. 26 сентября Вольская дивизия вновь заняла Хвалынск, а Пензенская — вышла на подступы к Сызрани.
27 сентября Симбирская дивизия смогла подключиться к наступлению, и 1-я армия стала наступать на Сызрань двумя группами — Северной и Южной. Самарская дивизия 4-й армии наступала на Сызрань, а другая часть сил 4-й армии наступала на Самару.
К 1 октября части Самарской дивизии вышли с юга к железной дороге Самара-Сызрань и перерезали её. Части Симбирской дивизии по завершении Симбирской операции совершили стремительный марш, и 1 октября совместно с другими красными войсками взяли Сызрань. Разгромленные белые войска отступили к Самаре.
4-я армия, которой была возвращена Вольская дивизия, после взятия Сызрани начала наступление на Самару, и 7 октября совместно с восставшими рабочими заняла город.

## Итоги
В результате Сызрань-Самарской операции Советская республика получила возможность использовать Волгу для снабжения центральных районов хлебом и нефтью с юга. Были созданы условия для наступления на Бугуруслан и Уральск.